# Всеобщие выборы на Кубе (1912)
Всеобщие выборы на Кубе проходили 1 ноября 1912 года. На президентских выборах победу одержал представитель Патриотического соединения, коалиции Консервативной партии и независимых, Марио Гарсиа Менокаль. Альянс победил и на парламентских выборах, получив 26 из 50 мест парламента, из которых 18 мест получила Национальная консервативная партия, а 6 мест — Национальная либеральная партия.

## Результаты

### Президентские выборы
| Кандидат                           | Партия                             | Голосов | %     |
| ---------------------------------- | ---------------------------------- | ------- | ----- |
| Марио Гарсиа Менокаль              | Патриотическое соединение          | 195 504 | 51,97 |
| Альфредо Саяс-и-Альфонсо           | Либеральная партия                 | 180 640 | 48,03 |
| Недействительных/пустых бюллетеней | Недействительных/пустых бюллетеней |         | -     |
| Всего                              | Всего                              | 331 455 | 100   |
| Источник: Nohlen                   |                                    |         |       |

### Выборы в Сенат
| Партия                             | Голосов | % | Мест |
| ---------------------------------- | ------- | - | ---- |
| Патриотическое соединение          |         |   | 11   |
| Либеральная партия                 |         |   | 2    |
| Недействительных/пустых бюллетеней |         | - | -    |
| Всего                              |         |   | 13   |
| Источник: Nohlen                   |         |   |      |

### Выборы в Палату представителей
| Партия                             | Голосов | % | Мест |
| ---------------------------------- | ------- | - | ---- |
| Патриотическое соединение          |         |   | 26   |
| Либеральная партия                 |         |   | 24   |
| Недействительных/пустых бюллетеней |         | - | -    |
| Всего                              |         |   | 50   |
| Источник: Nohlen                   |         |   |      |